# Intertek
Intertek Group plc est une entreprise multinationale d'inspection, de test physique et de certification  dont le siège se situe à Londres au Royaume-Uni. Intertek est présente à la Bourse de Londres et fait partie de l'indice FTSE 100.
L’entreprise se compose d’un réseau de plus de 44 000 employés répartis dans plus de 1000 laboratoires et bureaux à travers plus de 100 pays.

## Activité
Centré autour de ses services de tests effectués dans les laboratoires, Intertek apporte des solutions « Qualité et Sécurité » à une large gamme d’industrie à travers le monde, telle que la construction, les produits de soins et beauté, le textile, l’alimentation, les produits électriques, le mobilier et les transports. Les tests peuvent être effectués sur de nombreux produits tels que des piles, des vêtements ou des produits chimiques.

## Histoire

Ancien logo.

Ces entreprises[Lesquelles ?] ont toutes été acquises par Inchcape dans les années 80 et 90. En 1996, Inchcape Testing Services est acquis par Charterhouse Development Capital et est renommé Intertek. En 2002, la société est pour la première fois cotée à la bourse de Londres[réf. nécessaire].
En avril 2010, Intertek acquiert les activités environnementales, de sécurité, de test et de réglementation de Ciba Expert Services, y compris Cantox Health Sciences (Cantox) et Ashuren Health Sciences (Ashuren). Intertek acquiert Moody International en mars 2011

## Principaux actionnaires
Au 10 octobre 2021:
| Fiera Capital Corp (Investment Management) | 5,92% |
| Mawer Investment Management                | 5,03% |
| Nesna                                      | 4,98% |
| Fundsmith (en)                             | 4,91% |
| Eminence Capital                           | 4,75% |
| MFS International (UK)                     | 4,02% |
| The Vanguard Group                         | 3,30% |
| BlackRock Fund Advisors                    | 2,51% |
| Walter Scott & Partners                    | 2,45% |
| Alecta Pension Insurance Mutual            | 2,20% |

## Direction
Le 16 mai 2015, André Lacroix succède à Wolfhart Hauser en tant que Directeur Général d'Intertek Groupe[réf. nécessaire].

## Activité de lobbying
Intertek est représenté auprès de la Commission européenne par le cabinet spécialisé Wiise depuis 2014  et par l'European Testing Inspection & Certification System depuis 2016.
Selon le Center for responsive politics, les dépenses de lobbying d'Intertek aux États-Unis s'élèvent en 2016 à 360 000 dollars.

## Critiques
Selon le quotidien Le Monde, Intertek est « un cabinet spécialisé dans la production de matériau scientifique pour les entreprises en difficulté réglementaire ou judiciaire avec leurs produits ». Il a notamment recruté le panel d'experts chargé par Monsanto de conclure à l'innocuité du glyphosate. Plusieurs scientifiques auraient ainsi été rétribués par Monsanto pour diffuser dans la presse spécialisée les arguments préparés par l'entreprise, selon la pratique du ghostwriting.